# Évasion Somme
Anciennement : Radio Galaxie
Ne doit pas être confondu avec Radio Galaxy ou Galaxie Radio.
 (29 octobre 2016).
Radio Galaxie est une station de radio française locale, diffusant ses programmes sur le département de la Somme. Elle est située dans l'Est du département à Péronne. Éditée par la SARL Radioactivité, le directeur de la station est Frédéric Velu. 

## Historique
Radio Galaxie a été créée à Péronne en juin 1993.
La première émission a lieu le 30 juin 1993.
La radio est créée par l'association "Les amis de Galaxie", dont le président est Frédéric Vélu, l'un des cofondateurs de la radio avec Joël Guidon.
Joël Guidon est directeur d'antenne de 1993 à 1995. Pendant ces deux années, la radio connait un gros succès d'audience. De nombreux « concerts Galaxie » sont organisés dans les clubs régionaux.
Fin 1995, Joël Guidon quitte la radio, Frédéric Vélu reprend la direction d'antenne et commerciale.
En 1996-1997, Alain Tutrice reprend Radio Galaxie Péronne, en difficulté. Alain Tutrice est un concessionnaire automobile de Péronne, à la tête de 42 entreprises et de 600 salariés répartis entre une vingtaine de concessions automobiles, de 4 hôtels, d'un journal Le trait d'union et de  radio Santerre FM (que le CSA n'a pas autorisée après 1993).
En décembre 1999, Alain Tutrice est arrêté pour fraude fiscale. La radio continue ses émissions grâce à Frédéric Velu ; Philippe Lambert est vice-président, Patrick Marquais est secrétaire et Michael Mathon trésorier. Ces deux derniers sont, comme Frédéric Vélu, membres de l'Association Planète, qui gère PLANETE FM à Arras dans le Pas-de-Calais. Frédéric Velu devient le directeur général pendant les années 2000. 
En 2003, elle est autorisée à changer son site de diffusion et passe chez T.D.F.
En 2002, 2006, et 2010, l'autorisation de diffusion sur le site T.D.F. de Péronne est reconduite.
En 2008, le CSA autorise deux nouvelles fréquences dans la Somme, à Amiens et Abbeville.
En 2010, le CSA abroge l'autorisation de la radio sous sa forme associative (Catégorie A) et l'autorise à passer au format Catégorie B
Le 14 février 2013, la radio reçoit le « Prix ON’R de la Radio Locale 2012 » du salon Le RADIO.
Au printemps 2013, la radio traverse une crise économique, des collaborateurs sont remerciés fin décembre 2012. La radio fonctionne avec trois permanents. La passion de la radio éteinte, le directeur de la station jette l'éponge. Il négocie la vente des actifs avec le groupe HPI.
Le 26 juillet 2013, les trois émetteurs diffusent désormais « Galaxie programme Évasion ». Aucune annonce n'a été diffusée les jours précédents, ni sur Galaxie, ni dans la presse régionale.
Le 26 juillet 2013, Galaxie est reprise par Évasion, la radio régionale d'Île-de-France. Après 20 ans d'existence et bien que conservant des décrochages, Galaxie disparaît au profit d'une radio régionale non picarde.
Fin 2016, après avis du C.S.A., la radio se dote d'une nouvelle identité : Évasion Somme. Le directeur est Hervé du Plessix. Cette nouvelle radio est membre des Indés Radios et du SIRTI.
Les bureaux de la radio sont installés dans le Pôle Jules Verne à Glisy.
Le 6 décembre 2022, la radio est diffusée en DAB+ via le réseau "Amiens-Étendu", réseau composé de trois émetteurs situés à proximité d'Abbeville, d'Amiens et de Saint-Quentin.

## Programmation
Le Grand Réveil Évasion est la première émission de la journée programmée sur Évasion Somme, de 5h à 9h30.
La Star du Jour, est diffusé de 9h30 à 13h.
L'après-midi Évasion est diffusé de 13h à 16h.
L'accès Évasion est diffusé de 16h à 20h.
La Soirée Évasion est diffusée de 20h à 22h.

La Nuit sur Évasion clôture la programmation sur Évasion Somme, et est diffusée de 22h à 5h le lendemain.

## Diffusion / Liste des fréquences FM
La radio Évasion a d'abord fourni son programme à la radio Galaxie, qui lui ouvrait son potentiel technique, puis un nouveau départ fut acté sous l'identité Évasion Somme.
| Secteur   | Fréquence | Site diffusion                     | Ville diffusion | Diffuseur | Journal Officiel        |
| --------- | --------- | ---------------------------------- | --------------- | --------- | ----------------------- |
| Abbeville | 94,4 MHz  | Château d'eau RN1 - route d'Amiens | Abbeville       | TDF       | 2018-LI-21 Annexe N° I  |
| Amiens    | 97,7 MHz  | lieudit Migrogne Route d'Amiens    | Dury            | TDF       | 2018-LI-21 Annexe N° II |
| Péronne   | 103,4 MHz | lieudit La Flaque RN 17            | Bussu           | TDF       | 2020-LI-04              |